# 戴亨
戴亨（1691年1月9日—?），字通乾，号遂堂，清朝人，奉天人，原籍浙江杭州。戴梓第三子。
康熙二十九年十二月初四（1691年1月9日）生於北京。他出生两個月，其父戴梓以罪被流放沈阳，在襁褓中“随亲從北陲”，此后隶籍沈阳。康熙六十年（1721年）進士。曾任河間（今河北省沧州市河间县）教授，自此离开辽东。乾隆二年（1737年）任山东齐河县知县，不久被革,回京被押后，穷困潦倒，经礼部官员明善介绍在尹继善侄礼部员外郎庆柱家教课，结识御使六十七。后随侄戴秉瑛前往江南，在两江总督尹继善麾下，时戴秉瑛先后任江苏丹阳、昭文、儀徵縣知县，戴亨在纪昀姻亲卢见曾家教课，游历扬州、杭州、苏州，最后卒于南京。戴亨侄戴秉瑛后由江苏调甘肃高台、贵州玉屏等地知县。乾隆时，戴亨与陈景元、李鍇并称为“辽东三老”。有《慶芝堂詩集》。